# AKB48/Diskografie
Diese Diskografie ist eine Übersicht der musikalischen Werke der japanischen Idolgruppe AKB48. Den Schallplattenauszeichnungen zufolge hat sie bisher mehr als 79,4 Millionen Tonträger verkauft. Ihre erfolgreichsten Veröffentlichungen sind die Singles Heavy Rotation und Teacher Teacher mit jeweils mehr als drei Millionen verkauften Einheiten.

## Alben

### Studioalben
| Jahr | Titel Musiklabel                                                                              | Höchstplatzierung, Gesamtwochen, AuszeichnungChartsChartplatzierungen (Jahr, Titel, Musiklabel, Platzierungen, Wochen, Auszeichnungen, Anmerkungen) | Anmerkungen                                                             |
| Jahr | Titel Musiklabel                                                                              | JP | Anmerkungen                                                             |
| ---- | --------------------------------------------------------------------------------------------- | --- | ----------------------------------------------------------------------- |
| 2011 | Koko ni Ita Koto (ここにいたこと) King Records                                                | JP1 Diamant · (76 Wo.)JP | Erstveröffentlichung: 8. Juni 2011 Verkäufe: + 1.000.000                |
| 2012 | 1830m King Records                                                                            | JP1 Diamant · (29 Wo.)JP | Erstveröffentlichung: 15. August 2012 Verkäufe: + 1.029.954             |
| 2014 | Tsugi no Ashiato (次の足跡) King Records                                                      | JP1 Diamant · (34 Wo.)JP | Erstveröffentlichung: 22. Januar 2014 Verkäufe: + 1.036.751             |
| 2015 | Koko ga Rhodes da, Koko de Tobe! (ここがロドスだ、ここで跳べ!) King Records                   | JP1 ×3Dreifachplatin · (19 Wo.)JP | Erstveröffentlichung: 21. Januar 2015 Verkäufe: + 780.591               |
| 2017 | Thumbnail (サムネイル) King Records                                                           | JP1 ×3Dreifachplatin · (15 Wo.)JP | Erstveröffentlichung: 25. Januar 2017 Verkäufe: + 750.000               |
| 2018 | Bokutachi wa, Anohi no Yoake wo Shitteiru (僕たちは、あの日の夜明けを知っている) King Records | JP1 ×2Doppelplatin · (10 Wo.)JP | Erstveröffentlichung: 24. Januar 2018 Verkäufe: + 500.000               |
| 2024 | Nantettatte AKB48 (なんてったってAKB48) Universal Music IST                                   | JP1 Gold · (6 Wo.)JP | Erstveröffentlichung: 25. Dezember 2024 Verkäufe: + 100.000; Coveralbum |

### Kompilationen
| Jahr | Titel Musiklabel                                                                                 | Höchstplatzierung, Gesamtwochen, AuszeichnungChartsChartplatzierungen (Jahr, Titel, Musiklabel, Platzierungen, Wochen, Auszeichnungen, Anmerkungen) | Anmerkungen                                                 |
| Jahr | Titel Musiklabel                                                                                 | JP | Anmerkungen                                                 |
| ---- | ------------------------------------------------------------------------------------------------ | --- | ----------------------------------------------------------- |
| 2008 | Set List: Greatest Songs 2006–2007 (Set List ～グレイテストソングス 2006–2007～) Defstar Records | JP29 Platin · (47 Wo.)JP | Erstveröffentlichung: 1. Januar 2008 Verkäufe: + 250.000    |
| 2010 | Kamikyokutachi (神曲たち) King Records                                                           | JP1 ×2Doppelplatin · (126 Wo.)JP | Erstveröffentlichung: 7. April 2010 Verkäufe: + 500.000     |
| 2010 | Set List: Greatest Songs Kanzenban (Set List ～グレイテストソングス～完全盤) Defstar Records     | JP2 Gold · (86 Wo.)JP | Erstveröffentlichung: 14. Juli 2010 Verkäufe: + 100.000     |
| 2015 | 0 to 1 no Aida (0と1の間) King Records                                                           | JP1 ×3Dreifachplatin · (30 Wo.)JP | Erstveröffentlichung: 18. November 2015 Verkäufe: + 750.000 |

### Theateralben
| Jahr | Titel Musiklabel                                                                                | Höchstplatzierung, Gesamtwochen, AuszeichnungChartsChartplatzierungen (Jahr, Titel, Musiklabel, Platzierungen, Wochen, Auszeichnungen, Anmerkungen) | Anmerkungen                              |
| Jahr | Titel Musiklabel                                                                                | JP | Anmerkungen                              |
| ---- | ----------------------------------------------------------------------------------------------- | --- | ---------------------------------------- |
| 2007 | Team A 1st Stage „Party ga Hajimaru yo“ (チームA 1st Stage「Party が始まるよ」) Defstar Records | JP180 (1 Wo.)JP | Erstveröffentlichung: 7. März 2007       |
| 2007 | Team A 2nd Stage „Aitakatta“ (チームA 2nd Stage「会いたかった」) Defstar Records                | JP181 (1 Wo.)JP | Erstveröffentlichung: 7. März 2007       |
| 2007 | Team A 3rd Stage „Dareka no Tame ni“ (チームA 3rd Stage「誰かのために」) Defstar Records        | JP160 (1 Wo.)JP | Erstveröffentlichung: 7. März 2007       |
| 2007 | Team K 1st Stage „Party ga Hajimaru yo“ (チームK 1st Stage「PARTYが始まるよ」) Defstar Records  | JP247 (1 Wo.)JP | Erstveröffentlichung: 7. März 2007       |
| 2007 | Team K 2nd Stage „Seishun Girls“ (チームK 2nd Stage「青春ガールズ」) Defstar Records            | JP190 (1 Wo.)JP | Erstveröffentlichung: 7. März 2007       |
| 2007 | Team K 3rd Stage „Nōnai Paradise“ (チームK 3rd Stage「脳内パラダイス」) Defstar Records         | JP180 (1 Wo.)JP | Erstveröffentlichung: 7. März 2007       |
| 2009 | Team A 5th Stage „Ren’ai Kinshi Jōrei“ (チームA 5th Stage「恋愛禁止条例」) AKS                  | — | Erstveröffentlichung: 11. August 2009    |
| 2009 | Team K 5th Stage „Saka Agari“ (チームK 5th Stage「逆上がり」) AKS                               | — | Erstveröffentlichung: 11. August 2009    |
| 2009 | Team B 4th Stage „Idol no Yoake“ (チームB 4th Stage「アイドルの夜明け」) AKS                    | JP160 (1 Wo.)JP | Erstveröffentlichung: 11. August 2009    |
| 2010 | Team K 6th Stage „Reset“ (チームK 6th Stage「Reset」) AKS                                       | — | Erstveröffentlichung: 7. August 2010     |
| 2010 | Team B 5th Stage „Theater no Megami“ (チームB 5th Stage「シアターの女神」) AKS                  | — | Erstveröffentlichung: 7. August 2010     |
| 2010 | Team A 6th Stage „Mokugekisha“ (チームA 6th Stage「目撃者」) AKS                                | — | Erstveröffentlichung: 18. September 2010 |

### Studio Recordings Kollektion
| Jahr | Titel | Höchstplatzierung, Gesamtwochen, AuszeichnungChartsChartplatzierungen (Jahr, Titel, Platzierungen, Wochen, Auszeichnungen, Anmerkungen) | Anmerkungen                           |
| Jahr | Titel | JP | Anmerkungen                           |
| ---- | --- | --- | ------------------------------------- |
| 2013 | Team A 1st Stage „Party ga Hajimaru yo“ (Studio Recordings Collection) (Team A 1st stage「Party が始まるよ」～Studio Recordings コレクション～)                                | JP73 (4 Wo.)JP | Erstveröffentlichung: 1. Januar 2013  |
| 2013 | Team A 2nd Stage „Aitakatta“ (Studio Recordings Collection) (Team A 2nd stage「会いたかった」～Studio Recordings コレクション～)                                               | JP88 (3 Wo.)JP | Erstveröffentlichung: 1. Januar 2013  |
| 2013 | Team A 3rd Stage „Dareka no Tame ni“ (Studio Recordings Collection) (Team A 3rd stage「誰かのために」～Studio Recordings コレクション～)                                       | JP84 (4 Wo.)JP | Erstveröffentlichung: 1. Januar 2013  |
| 2013 | Team A 4th Stage „Tadaima Ren'aichū“ (Studio Recordings Collection) (Team A 4th stage「ただいま恋愛中」～Studio Recordings コレクション～)                                     | JP27 (5 Wo.)JP | Erstveröffentlichung: 1. Januar 2013  |
| 2013 | Team A 5th Stage „Renai Kinshi Jōrei“ (Studio Recordings Collection) (Team A 5th stage「恋愛禁止条例」～Studio Recordings コレクション～)                                      | JP47 (5 Wo.)JP | Erstveröffentlichung: 1. Januar 2013  |
| 2013 | Team A 6th Stage „Mokugekisha“ (Studio Recordings Collection) (Team A 6th Stage「目撃者」～Studio Recordings コレクション～)                                                   | JP40 (5 Wo.)JP | Erstveröffentlichung: 1. Januar 2013  |
| 2013 | Team K 1st Stage „Party ga Hajimaru yo“ (Studio Recordings Collection) (Team K 1st stage「PARTYが始まるよ」～Studio Recordings コレクション～)                                 | JP115 (3 Wo.)JP | Erstveröffentlichung: 1. Januar 2013  |
| 2013 | Team K 2nd Stage „Seishun Girls“ (Studio Recordings Collection) (Team K 2nd stage「青春ガールズ」～Studio Recordings コレクション～)                                           | JP93 (3 Wo.)JP | Erstveröffentlichung: 1. Januar 2013  |
| 2013 | Team K 3rd Stage „Nōnai Paradise“ (Studio Recordings Collection) (Team K 3rd stage「脳内パラダイス」～Studio Recordings コレクション～)                                        | JP85 (4 Wo.)JP | Erstveröffentlichung: 1. Januar 2013  |
| 2013 | Team K 4th Stage „Saishū Bell ga Naru“ (Studio Recordings Collection) (Team K 4th stage「最終ベルが鳴る」～Studio Recordings コレクション～)                                   | JP22 (5 Wo.)JP | Erstveröffentlichung: 1. Januar 2013  |
| 2013 | Team K 5th Stage „Saka Agari“ (Studio Recordings Collection) (Team K 5th stage「逆上がり」～Studio Recordings コレクション～)                                                  | JP52 (5 Wo.)JP | Erstveröffentlichung: 1. Januar 2013  |
| 2013 | Team K 6th Stage „Reset“ (Studio Recordings Collection) (Team K 6th Stage 「Reset」～Studio Recordings コレクション～)                                                         | JP37 (6 Wo.)JP | Erstveröffentlichung: 1. Januar 2013  |
| 2013 | Team B 1st Stage „Seishun Girls“ (Studio Recordings Collection) (Team B 1st stage「青春ガールズ」～Studio Recordings コレクション～)                                           | JP91 (3 Wo.)JP | Erstveröffentlichung: 1. Januar 2013  |
| 2013 | Team B 2nd Stage „Aitakatta“ (Studio Recordings Collection) (Team B 2nd stage「会いたかった」～Studio Recordings コレクション～)                                               | JP83 (4 Wo.)JP | Erstveröffentlichung: 1. Januar 2013  |
| 2013 | Team B 3rd Stage „Pajama Drive“ (Studio Recordings Collection) (Team B 3rd Stage「パジャマドライブ」～Studio Recordings コレクション～)                                        | JP17 (6 Wo.)JP | Erstveröffentlichung: 1. Januar 2013  |
| 2013 | Team B 4th Stage „Idol no Yoake“ (Studio Recordings Collection) (Team B 4th Stage「アイドルの夜明け」～Studio Recordings コレクション～)                                       | JP53 (5 Wo.)JP | Erstveröffentlichung: 1. Januar 2013  |
| 2013 | Team B 5th Stage „Theater no Megami“ (Studio Recordings Collection) (Team B 5th Stage 「シアターの女神」～Studio Recordings コレクション～)                                    | JP43 (5 Wo.)JP | Erstveröffentlichung: 1. Januar 2013  |
| 2013 | Himawarigumi 1st Stage „Boku no Taiyō“ (Studio Recordings Collection) (ひまわり組 1st stage「僕の太陽」～Studio Recordings コレクション～)                                     | JP30 (5 Wo.)JP | Erstveröffentlichung: 1. Januar 2013  |
| 2013 | Himawarigumi 2nd Stage „Yume o Shinaseru Wake ni Ikanai“ (Studio Recordings Collection) (ひまわり組 2nd Stage「夢を死なせるわけにいかない」～Studio Recordings コレクション～) | JP31 (5 Wo.)JP | Erstveröffentlichung: 1. Januar 2013  |
| 2013 | Team 4 1st Stage „Boku no Taiyō“ (Studio Recordings Collection) (Team 4 1st Stage 「僕の太陽」～Studio Recordings コレクション～)                                              | JP22 (3 Wo.)JP | Erstveröffentlichung: 22. Januar 2013 |

## Singles
| Jahr | Titel Album | Höchstplatzierung, Gesamtwochen, AuszeichnungChartsChartplatzierungen (Jahr, Titel, Album, Platzierungen, Wochen, Auszeichnungen, Anmerkungen) | Anmerkungen |
| Jahr | Titel Album | JP | Anmerkungen |
| ---- | --- | --- | --- |
| 2006 | Sakura no Hanabira-tachi (桜の花びらたち) Set List: Greatest Songs 2006–2007 | JP10 (8 Wo.)JP | Erstveröffentlichung: 1. Februar 2006                                                                                              |
| 2006 | Skirt, Hirari (スカート、ひらり) Set List: Greatest Songs 2006–2007 | JP13 (6 Wo.)JP | Erstveröffentlichung: 7. Juni 2006 Verkäufe: + 20.609                                                                              |
| 2006 | Aitakatta (会いたかった) Set List: Greatest Songs 2006–2007 | JP12 ×3Gold + Dreifachplatin (Digital) · (65 Wo.)JP                                                                                            | Erstveröffentlichung: 25. Oktober 2006 · Verkäufe: + 1.350.000 · + JP: ×2Doppelplatin (Klingelton)                                 |
| 2007 | Seifuku ga Jama o Suru (制服が邪魔をする) Set List: Greatest Songs 2006–2007 | JP7 (5 Wo.)JP | Erstveröffentlichung: 31. Januar 2007                                                                                              |
| 2007 | Keibetsu Shiteita Aijō (軽蔑していた愛情) Set List: Greatest Songs 2006–2007 | JP8 (4 Wo.)JP | Erstveröffentlichung: 18. April 2007 Verkäufe: + 22.671                                                                            |
| 2007 | Bingo! Set List: Greatest Songs 2006–2007 | JP6 (5 Wo.)JP | Erstveröffentlichung: 18. Juli 2007                                                                                                |
| 2007 | Boku no Taiyō (僕の太陽) Set List: Greatest Songs 2006–2007 | JP6 (4 Wo.)JP | Erstveröffentlichung: 8. August 2007                                                                                               |
| 2007 | Yūhi wo Miteiru ka? (夕陽を見ているか?) Set List: Greatest Songs 2006–2007 | JP10 (3 Wo.)JP | Erstveröffentlichung: 31. Oktober 2007 Verkäufe: + 18.429                                                                          |
| 2008 | Romance, Irane (ロマンス、イラネ) Set List: Greatest Songs Kanzenban | JP6 (5 Wo.)JP | Erstveröffentlichung: 23. Januar 2008                                                                                              |
| 2008 | Sakura no Hanabira-tachi 2008 (桜の花びらたち 2008) Set List: Greatest Songs Kanzenban | JP10 (5 Wo.)JP | Erstveröffentlichung: 27. Februar 2008                                                                                             |
| 2008 | Ōgoe Diamond (大声ダイヤモンド) Kamikyokutachi | JP3 ×2Gold + Doppelplatin (Digital) · (78 Wo.)JP                                                                                               | Erstveröffentlichung: 22. Oktober 2008 Verkäufe: + 600.000                                                                         |
| 2009 | 10-nen Zakura (10年桜) Kamikyokutachi | JP3 Gold + Platin (Digital) · (61 Wo.)JP | Erstveröffentlichung: 4. März 2009 Verkäufe: + 350.000                                                                             |
| 2009 | Namida Surprise! (涙サプライズ!) Kamikyokutachi | JP2 Gold + Platin (Digital) · (72 Wo.)JP | Erstveröffentlichung: 24. Juni 2009 · Verkäufe: + 450.000 · + JP: Gold (Mobile Downloads)                                          |
| 2009 | Iiwake Maybe (言い訳 Maybe) Kamikyokutachi | JP2 Gold + Platin (Mobile Downloads) · (78 Wo.)JP                                                                                              | Erstveröffentlichung: 26. August 2009 · Verkäufe: + 450.000 · + JP: Gold (Downloads)                                               |
| 2009 | River Kamikyokutachi | JP1 ×2Platin + Doppelplatin (Digital) · (79 Wo.)JP                                                                                             | Erstveröffentlichung: 21. Oktober 2009 Verkäufe: + 750.000                                                                         |
| 2010 | Sakura no Shiori (桜の栞) Kamikyokutachi | JP1 Platin + Platin (Digital) · (65 Wo.)JP | Erstveröffentlichung: 17. Februar 2010 Verkäufe: + 500.000                                                                         |
| 2010 | Ponytail to Shushu (ポニーテールとシュシュ) Koko ni Ita Koto | JP1 ×3Dreifachplatin + Diamant (Digital) · (86 Wo.)JP                                                                                          | Erstveröffentlichung: 26. Mai 2010 Verkäufe: + 1.750.000                                                                           |
| 2010 | Heavy Rotation (ヘビーローテーション) Koko ni Ita Koto | JP1 ×3Dreifachplatin + Dreifachplatin (Klingelton) · (123 Wo.)JP                                                                               | Erstveröffentlichung: 18. August 2010 · Verkäufe: + 3.000.000 · + JP: Diamant (Mobile Downloads), + JP: ×2Doppelplatin (Downloads) |
| 2010 | Beginner Koko ni Ita Koto | JP1 Diamant + Diamant (Digital) · (52 Wo.)JP                                                                                                   | Erstveröffentlichung: 27. Oktober 2010 Verkäufe: + 2.000.000                                                                       |
| 2010 | Chance no Junban (チャンスの順番) Koko ni Ita Koto | JP1 ×3Dreifachplatin + Gold (Mobile Downloads) · (27 Wo.)JP                                                                                    | Erstveröffentlichung: 8. Dezember 2010 Verkäufe: + 850.000                                                                         |
| 2011 | Sakura no Ki ni Narō (桜の木になろう) 1830m | JP1 ×2Diamant + Doppelplatin (Digital) · (31 Wo.)JP                                                                                            | Erstveröffentlichung: 16. Februar 2011 Verkäufe: + 1.500.000                                                                       |
| 2011 | Everyday, Katyusha (Everyday, 、カチューシャ) 1830m | JP1 Diamant + Diamant (Digital) · (59 Wo.)JP                                                                                                   | Erstveröffentlichung: 25. Mai 2011 · Verkäufe: + 2.500.000 · + JP: ×2Doppelplatin (Klingelton)                                     |
| 2011 | Flying Get 1830m | JP1 Diamant + Diamant (Digital) · (57 Wo.)JP                                                                                                   | Erstveröffentlichung: 24. August 2011 · Verkäufe: + 2.500.000 · + JP: ×2Doppelplatin (Klingelton)                                  |
| 2011 | Kaze wa Fuiteiru (風は吹いている) 1830m | JP1 ×2Diamant + Doppelplatin (Digital) · (28 Wo.)JP                                                                                            | Erstveröffentlichung: 26. Oktober 2011 · Verkäufe: + 1.750.000 · + JP: Platin (Downloads)                                          |
| 2011 | Ue kara Mariko (上からマリコ) 1830m | JP1 Diamant + Gold (Mobile Downloads) · (24 Wo.)JP                                                                                             | Erstveröffentlichung: 7. Dezember 2011 · Verkäufe: + 1.304.903 · + JP: Gold (Downloads)                                            |
| 2012 | Give Me Five! 1830m | JP1 ×2Diamant + Doppelplatin (Digital) · (23 Wo.)JP                                                                                            | Erstveröffentlichung: 15. Februar 2012 Verkäufe: + 1.500.000                                                                       |
| 2012 | Manatsu no Sounds Good! (真夏のSounds Good!) Tsugi no Ashiato | JP1 ×2Doppeldiamant + Doppelplatin (Digital) · (29 Wo.)JP                                                                                      | Erstveröffentlichung: 23. Mai 2012 Verkäufe: + 2.500.000                                                                           |
| 2012 | Gingham Check (ギンガムチェック) Tsugi no Ashiato | JP1 Diamant + Platin (Digital) · (30 Wo.)JP | Erstveröffentlichung: 29. August 2012 · Verkäufe: + 1.350.000 · + JP: Gold (Downloads)                                             |
| 2012 | UZA Tsugi no Ashiato | JP1 Diamant + Gold (Digital) · (28 Wo.)JP | Erstveröffentlichung: 31. Oktober 2012 Verkäufe: + 1.215.079                                                                       |
| 2012 | Eien Pressure (永遠プレッシャー) Tsugi no Ashiato | JP1 Diamant + Gold (Digital) · (31 Wo.)JP | Erstveröffentlichung: 5. Dezember 2012 Verkäufe: + 1.206.869                                                                       |
| 2013 | So long! Tsugi no Ashiato | JP1 Diamant + Gold (Digital) · (25 Wo.)JP | Erstveröffentlichung: 20. Februar 2013 Verkäufe: + 1.132.853                                                                       |
| 2013 | Sayonara Crawl (さよならクロール) Tsugi no Ashiato | JP1 ×2Doppeldiamant + Gold (Digital) · (27 Wo.)JP                                                                                              | Erstveröffentlichung: 22. Mai 2013 Verkäufe: + 2.100.000                                                                           |
| 2013 | Koi Suru Fortune Cookie (恋するフォーチュンクッキー) Tsugi no Ashiato | JP1 Diamant + Diamant (Digital) · (75 Wo.)JP                                                                                                   | Erstveröffentlichung: 21. August 2013 Verkäufe: + 2.000.000                                                                        |
| 2013 | Heart Ereki (ハート・エレキ) Koko ga Rhodes da, Koko de Tobe! | JP1 Diamant + Gold (Digital) · (37 Wo.)JP | Erstveröffentlichung: 30. Oktober 2013 Verkäufe: + 1.260.792                                                                       |
| 2013 | Suzukake no Ki no Michi de ‚Kimi no Hohoemi o Yume ni Miru‘ to Itte Shimattara Bokutachi no Kankei wa Dō Kawatte Shimau no ka, Bokunari ni Nan-nichi ka Kangaeta Ue de no Yaya Kihazukashii Ketsuron no Yō na Mono (鈴懸の木の道で「君の微笑みを夢に見る」と言ってしまったら僕たちの関係はどう変わってしまうのか、僕なりに何日か考えた上でのやや気恥ずかしい結論のようなもの) Koko ga Rhodes da, Koko de Tobe! | JP1 Diamant · (22 Wo.)JP | Erstveröffentlichung: 11. Dezember 2013 Verkäufe: + 1.086.491                                                                      |
| 2014 | Maeshika Mukanē (前しか向かねえ) Koko ga Rhodes da, Koko de Tobe! | JP1 Diamant + Gold (Digital) · (22 Wo.)JP | Erstveröffentlichung: 26. Februar 2014 Verkäufe: + 1.153.906                                                                       |
| 2014 | Labrador Retriever (ラブラドール・レトリバー) Koko ga Rhodes da, Koko de Tobe! | JP1 ×2Doppeldiamant + Gold (Digital) · (28 Wo.)JP                                                                                              | Erstveröffentlichung: 21. Mai 2014 Verkäufe: + 2.100.000                                                                           |
| 2014 | Kokoro no Placard (心のプラカード) Koko ga Rhodes da, Koko de Tobe! | JP1 Diamant + Gold (Digital) · (26 Wo.)JP | Erstveröffentlichung: 27. August 2014 Verkäufe: + 1.100.000                                                                        |
| 2014 | Kibōteki Refrain (希望的リフレイン) Koko ga Rhodes da, Koko de Tobe! | JP1 Diamant + Gold (Digital) · (24 Wo.)JP | Erstveröffentlichung: 26. November 2014 Verkäufe: + 1.156.706                                                                      |
| 2015 | Green Flash 0 to 1 no Aida | JP1 Diamant · (23 Wo.)JP | Erstveröffentlichung: 4. März 2015 Verkäufe: + 1.045.492                                                                           |
| 2015 | Bokutachi wa Tatakawanai (僕たちは戦わない) 0 to 1 no Aida | JP1 ×2Doppeldiamant · (19 Wo.)JP | Erstveröffentlichung: 20. Mai 2015 Verkäufe: + 2.000.000                                                                           |
| 2015 | Halloween Night (ハロウィンナイト) 0 to 1 no Aida | JP1 Diamant + Gold (Digital) · (24 Wo.)JP | Erstveröffentlichung: 26. August 2015 Verkäufe: + 1.331.249                                                                        |
| 2015 | Kuchibiru ni Be My Baby (唇にBe My Baby) Thumbnail | JP1 Diamant · (72 Wo.)JP | Erstveröffentlichung: 9. Dezember 2015 Verkäufe: + 1.086.287                                                                       |
| 2016 | Kimi wa Melody (君はメロディー) Thumbnail | JP1 Diamant · (35 Wo.)JP | Erstveröffentlichung: 9. März 2016 Verkäufe: + 1.470.789                                                                           |
| 2016 | Tsubasa wa Iranai (翼はいらない) Thumbnail | JP1 ×2Doppeldiamant · (14 Wo.)JP | Erstveröffentlichung: 1. Juni 2016 Verkäufe: + 2.499.785                                                                           |
| 2016 | Love Trip / Shiawase wo Wakenasai (Love Trip / しあわせを分けなさい) Thumbnail | JP1 Diamant · (26 Wo.)JP | Erstveröffentlichung: 31. August 2016 Verkäufe: + 1.000.000                                                                        |
| 2016 | High Tension (ハイテンション) Thumbnail | JP1 Diamant · (35 Wo.)JP | Erstveröffentlichung: 16. November 2016 Verkäufe: + 1.000.000                                                                      |
| 2017 | Shoot Sign (シュットサイン) Bokutachi wa, Ano Hi no Yoake wo Shitteiru | JP1 Diamant · (23 Wo.)JP | Erstveröffentlichung: 15. März 2017 Verkäufe: + 1.000.000                                                                          |
| 2017 | Negaigoto no Mochigusare (願いごとの持ち腐れ) Bokutachi wa, Ano Hi no Yoake wo Shitteiru | JP1 ×2Doppeldiamant · (18 Wo.)JP | Erstveröffentlichung: 31. Mai 2017 Verkäufe: + 2.000.000                                                                           |
| 2017 | #Sukinanda (#好きなんだ) Bokutachi wa, Ano Hi no Yoake wo Shitteiru | JP1 Diamant · (25 Wo.)JP | Erstveröffentlichung: 30. August 2017 Verkäufe: + 1.000.000                                                                        |
| 2017 | 11 Gatsu no Anklet (11月のアンクレット) Bokutachi wa, Ano Hi no Yoake wo Shitteiru | JP1 Diamant · (26 Wo.)JP | Erstveröffentlichung: 22. November 2017 Verkäufe: + 1.000.000                                                                      |
| 2018 | Jabaja (ジャーバージャ) – | JP1 Diamant · (22 Wo.)JP | Erstveröffentlichung: 14. März 2018 Verkäufe: + 1.000.000                                                                          |
| 2018 | Teacher Teacher (ティーチャー・ティーチャー) – | JP1 ×3Dreifachdiamant · (21 Wo.)JP | Erstveröffentlichung: 30. Mai 2018 Verkäufe: + 3.000.000                                                                           |
| 2018 | Sentimental Train (センチメンタルトレイン) – | JP1 Diamant · (20 Wo.)JP | Erstveröffentlichung: 19. September 2018 Verkäufe: + 1.000.000                                                                     |
| 2018 | No Way Man (ノーウェイマン) – | JP1 Diamant · (28 Wo.)JP | Erstveröffentlichung: 28. November 2018 Verkäufe: + 1.000.000                                                                      |
| 2019 | Jiwaru Days (ジワる Days) – | JP1 Diamant · (25 Wo.)JP | Erstveröffentlichung: 13. März 2019 Verkäufe: + 1.000.000                                                                          |
| 2019 | Sustainable (サステナブル) – | JP1 ×2Doppeldiamant · (20 Wo.)JP | Erstveröffentlichung: 18. September 2019 Verkäufe: + 2.000.000                                                                     |
| 2020 | Shitsuren, Arigatō (失恋、ありがとう) – | JP1 Diamant · (31 Wo.)JP | Erstveröffentlichung: 18. März 2020 Verkäufe: + 1.000.000                                                                          |
| 2021 | Nemohamo Rumor (根も葉もRumor) – | JP1 ×2Doppelplatin · (28 Wo.)JP | Erstveröffentlichung: 29. September 2021 Verkäufe: + 500.000                                                                       |
| 2022 | Motokaredesu (元カレです) – | JP1 ×2Doppelplatin · (13 Wo.)JP | Erstveröffentlichung: 18. Mai 2022 Verkäufe: + 500.000                                                                             |
| 2022 | Hisashiburi no Lip Gloss (久しぶりのリップグロス) – | JP1 ×2Doppelplatin · (19 Wo.)JP | Erstveröffentlichung: 19. Oktober 2022 Verkäufe: + 500.000                                                                         |
| 2023 | Dōshitemo Kimi ga Suki da (どうしても君が好きだ) – | JP1 ×2Doppelplatin · (17 Wo.)JP | Erstveröffentlichung: 26. April 2023 Verkäufe: + 500.000                                                                           |
| 2023 | Idol Nanka Janakattara (アイドルなんかじゃなかったら) – | JP1 ×3Dreifachplatin · (14 Wo.)JP | Erstveröffentlichung: 27. September 2023 Verkäufe: + 750.000                                                                       |
| 2024 | Colorcon Wink (カラコンウインク) – | JP1 ×2Doppelplatin · (12 Wo.)JP | Erstveröffentlichung: 13. März 2024 Verkäufe: + 500.000                                                                            |
| 2024 | Koi Tsunjatta (恋 詰んじゃった) – | JP1 ×2Doppelplatin · (14 Wo.)JP | Erstveröffentlichung: 17. Juli 2024 Verkäufe: + 500.000                                                                            |
| 2025 | Masaka No Confession (まさかのConfession) – | JP— ×2DoppelplatinJP | Erstveröffentlichung: 2. April 2025 Verkäufe: + 500.000                                                                            |

Weitere Lieder
- 2009: Kimi no Koto ga Suki Dakara (君のことが好きだから) (JP: Gold (Digital))
- 2010: Majisuka Rock ’n’ Roll (マジスカロックンロール) (JP: Gold (Mobile Downloads))
- 2010: Majijo Teppen Blues (マジジョテッペンブルース) (JP: Gold (Digital))
- 2010: Yasai Sisters (野菜シスターズ) (JP: Gold (Digital))
- 2010: The Feathers of the Heart (Team Dragon from AKB48, JP: Gold)
- 2011: Yankee Soul (ヤンキーソウル) (JP: Gold (Digital))
- 2011: Dareka no Tame ni: What Can I Do for Someone? (誰かのために〜What can I do for someone?〜) (JP: Gold (Digital))
- 2012: Jūryoku Sympathy (重力シンパシー) (Team Surprise, JP: Gold (Digital))
- 2015: 365nichi no Kamihikōki (365日の紙飛行機) (JP: ×3Dreifachplatin (Digital) )

## Videoalben und Musikvideos

### Videoalben
| Jahr | Titel Musiklabel                                                                                                  | Höchstplatzierung, Gesamtwochen, AuszeichnungChartsChartplatzierungen (Jahr, Titel, Musiklabel, Platzierungen, Wochen, Auszeichnungen, Anmerkungen) | Anmerkungen                                            |
| Jahr | Titel Musiklabel                                                                                                  | JP | Anmerkungen                                            |
| ---- | --- | --- | ------------------------------------------------------ |
| 2006 | Team A Party ga Hajimaru yo ~1st Stage~ (チームA Party が始まるよ 〜1st stage〜) AKS                              | — | Erstveröffentlichung: 11. August 2006                  |
| 2007 | Team A 1st Stage „Party ga Hajimaru yo“ (チームA 1st Stage「Party が始まるよ」) Defstar Records                   | — | Erstveröffentlichung: 21. März 2007                    |
| 2007 | Team A 2nd Stage „Aitakatta“ (チームA 2nd Stage「会いたかった」) Defstar Records                                  | JP211 (1 Wo.)JP | Erstveröffentlichung: 21. März 2007                    |
| 2007 | Team A 3rd Stage „Dareka no Tame ni“ (チームA 3rd Stage「誰かのために」) Defstar Records                          | JP217 (1 Wo.)JP | Erstveröffentlichung: 21. März 2007                    |
| 2007 | Team K 1st Stage „Party ga Hajimaru yo“ (チームK 1st Stage「Party が始まるよ」) Defstar Records                   | — | Erstveröffentlichung: 21. März 2007                    |
| 2007 | Team K 2nd Stage „Seishun Girls“ (チームK 2nd Stage「青春ガールズ」) Defstar Records                              | JP272 (1 Wo.)JP | Erstveröffentlichung: 21. März 2007                    |
| 2007 | Starter Kit „Ima Kara Demo Maniau AKB48!!“ (スターターキット「今からでも間に合うAKB48!!」) Defstar Records        | JP164 (1 Wo.)JP | Erstveröffentlichung: 21. März 2007                    |
| 2007 | Team A 4th Stage „Tadaima Ren’aichū“ (チームA 4th Stage「ただいま恋愛中」) Defstar Records                        | JP49 (1 Wo.)JP | Erstveröffentlichung: 28. November 2007                |
| 2007 | Team K 3rd Stage „Nōnai Paradise“ (チームK 3rd Stage「脳内パラダイス」) Defstar Records                           | JP61 (1 Wo.)JP | Erstveröffentlichung: 28. November 2007                |
| 2008 | Team B 1st Stage „Seishun Girls“ (チームB 1st Stage「青春ガールズ」) Defstar Records                              | JP117 (1 Wo.)JP | Erstveröffentlichung: 26. März 2008                    |
| 2008 | Himawarigumi 1st Stage „Boku no Taiyō“ (ひまわり組 1st Stage「僕の太陽」) Defstar Records                         | JP47 (3 Wo.)JP | Erstveröffentlichung: 23. April 2008                   |
| 2008 | AKB48 リクエストアワー セットリストベスト100 2008 AKS                                                             | JP195 (1 Wo.)JP | Erstveröffentlichung: 26. Juli 2008                    |
| 2008 | AKB48 Baby! Baby! Baby! Video Clip Box Set AKS                                                                    | JP142 (1 Wo.)JP | Erstveröffentlichung: 30. August 2008                  |
| 2008 | Team B 2nd Stage „Aitakatta“ (チームB 2nd Stage「会いたかった」) AKS                                              | — | Erstveröffentlichung: 26. September 2008               |
| 2008 | Himawarigumi 2nd Stage „Yume o Shinaseru Wake ni Ikanai“ (ひまわり組 2nd Stage「夢を死なせるわけにいかない」) AKS | — | Erstveröffentlichung: 5. Oktober 2008                  |
| 2008 | AKB48 2008.11.23 NHK Hall (まさか、このコンサートの音源は流出しないよね?) AKS                                     | — | Erstveröffentlichung: 27. Dezember 2008                |
| 2009 | 年忘れ感謝祭 シャッフルするぜ、AKB!SKEもよろしくね AKS                                                            | JP173 (1 Wo.)JP | Erstveröffentlichung: 28. Februar 2009                 |
| 2009 | AKB48 ネ申テレビ AKS                                                                                              | JP55 (2 Wo.)JP | Erstveröffentlichung: 13. März 2009                    |
| 2009 | Team B 3rd Stage „Pajama Drive“ (チームB 3rd Stage「パジャマドライブ」) AKS                                       | JP119 (1 Wo.)JP | Erstveröffentlichung: 4. April 2009                    |
| 2009 | AKB48 リクエストアワー セットリストベスト100 2009 AKS                                                             | JP131 (1 Wo.)JP | Erstveröffentlichung: 23. April 2009                   |
| 2009 | AKB48 ネ申テレビ スペシャル～湯けむり温泉女将修業 and 地獄の韓国海兵隊合宿～ AKS                                  | JP133 (1 Wo.)JP | Erstveröffentlichung: 24. April 2009                   |
| 2009 | Team K 4th Stage „Saishū Bell ga Naru“ (チームK 4th Stage「最終ベルが鳴る」) AKS                                  | JP47 (3 Wo.)JP | Erstveröffentlichung: 12. September 2009               |
| 2009 | Team K 4th Stage „Saishū Bell ga Naru“ (チームK 4th Stage「最終ベルが鳴る」) AKS                                  | JP298 (1 Wo.)JP | Erstveröffentlichung: 17. Oktober 2009                 |
| 2009 | AKB48 分身の術ツアー DVD AKS                                                                                      | — | Erstveröffentlichung: 1. November 2009                 |
| 2009 | AKB48 ネ申テレビ シーズン2 AKS                                                                                    | JP58 (2 Wo.)JP | Erstveröffentlichung: 11. Dezember 2009                |
| 2009 | AKB48 DVD Magazine Vol.2 AKB48 (夏のサルオバサン祭り in 富士急ハイランド) AKS                                     | — | Erstveröffentlichung: 12. Dezember 2009                |
| 2010 | Team K 5th Stage „Saka Agari“ (チームK 5th Stage「逆上がり」) AKS                                                 | JP282 (1 Wo.)JP | Erstveröffentlichung: 24. April 2010                   |
| 2010 | Team B 4th Stage „Idol no Yoake“ (チームB 4th Stage「アイドルの夜明け」) AKS                                      | JP196 (1 Wo.)JP | Erstveröffentlichung: 12. Juni 2010                    |
| 2010 | Team A 5th Stage „Ren’ai Kinshi Jōrei“ (チームA 5th Stage「恋愛禁止条例」) AKS                                    | JP205 (1 Wo.)JP | Erstveröffentlichung: 19. Juni 2010                    |
| 2010 | Nogashita Sakanatachi ~Single Video Collection~ Kanzen Seisan Genteiban AKS                                       | JP1 Gold · (81 Wo.)JP | Erstveröffentlichung: 14. Juli 2010 Verkäufe: + 86.372 |
| 2011 | AKB ga Ippai ~The Best Music Video~ (AKBがいっぱい ～ザ・ベスト・ミュージックビデオ～) AKS                        | JP1 ×2Doppelplatin · (67 Wo.)JP | Erstveröffentlichung: 24. Juni 2011                    |
| 2011 | AKB48 よっしゃぁ～行くぞぉ～!in 西武ドーム スペシャル Box AKS                                                     | JP1 Gold · (17 Wo.)JP | Erstveröffentlichung: 28. Dezember 2011                |
| 2012 | AKB48 紅白対抗歌合戦 AKS                                                                                          | JP1 Gold · (26 Wo.)JP | Erstveröffentlichung: 28. März 2012                    |
| 2013 | Minogashita Kimitachi e 2 „AKB48 Group Zenkōen“ (見逃した君たちへ2 〜AKB48グループ全公演〜) AKS                   | — | Erstveröffentlichung: 28. Februar 2013                 |
| 2017 | Ano Koro ga Ippai 〜AKB48 Music Video Shuu〜 (あの頃がいっぱい〜AKB48ミュージックビデオ集〜) AKS                  | JP15 (6 Wo.)JP | Erstveröffentlichung: 4. Oktober 2017                  |

### Musikvideos
| Jahr | Titel                        | Regie               |
| ---- | ---------------------------- | ------------------- |
| 2006 | Sakura no Hanabiratachi      | Yuichiro Hirakawa   |
| 2006 | Skirt, Hirari                | Wataru Takeishi     |
| 2006 | Aitakatta                    | Yuichiro Hirakawa   |
| 2007 | Seifuku ga Jama o Suru       | Hideaki Sunaga      |
| 2007 | Keibetsu Shiteita Aijō       | Eiki Takahashi      |
| 2007 | Bingo!                       | Wataru Takeishi     |
| 2007 | Boku no Taiyō                | Masaki Takehisa     |
| 2007 | Yūhi o Miteiru ka?           | Eiki Takahashi      |
| 2008 | Romance, Irane               | Wataru Takeishi     |
| 2008 | Sakura no Hanabiratachi 2008 | Eiki Takahashi      |
| 2008 | Baby! Baby! Baby!            | Yuki Mori           |
| 2008 | Ōgoe Diamond                 | Eiki Takahashi      |
| 2009 | 10nen Sakura                 | Eiki Takahashi      |
| 2009 | Namida Surprise!             | Eiki Takahashi      |
| 2009 | Iiwake Maybe                 | Eiki Takahashi      |
| 2009 | River                        | Eiki Takahashi      |
| 2010 | Sakura no Shiori             | Shunji Iwai         |
| 2010 | Ponytail to Shushu           | Eiki Takahashi      |
| 2010 | Heavy Rotation               | Mika Ninagawa       |
| 2010 | Beginner                     | Tetsuya Nakashima   |
| 2010 | Chance no Junban             | Takeshi Maruyama    |
| 2011 | Sakura no Ki ni Narō         | Hirokazu Koreeda    |
| 2011 | Everyday, Katyusha           | Katsuyuki Motohiro  |
| 2011 | Flying Get                   | Yukihiko Tsutsumi   |
| 2011 | Kaze wa Fuiteiru             | Hideki Kuroda       |
| 2011 | Ue kara Mariko               | Eiki Takahashi      |
| 2012 | Give Me Five!                | Shigemichi Sugita   |
| 2012 | Manatsu no Sounds Good!      | Shinji Higuchi      |
| 2012 | Gingham Check                | Joseph Kahn         |
| 2012 | Uza                          | Joseph Kahn         |
| 2012 | Eien Pressure                | Eiki Takahashi      |
| 2013 | So Long!                     | Nobuhiko Obayashi   |
| 2013 | Sayonara Crawl               | Mika Ninagawa       |
| 2013 | Koi Suru Fortune Cookie      | Sekine Kosai        |
| 2013 | Heart Electric               | Shusuke Kaneko      |
| 2013 | Suzukake Nanchara            | Ryuhei Kitamura     |
| 2014 | Maeshika Mukanee             | Kumazawa Naoto      |
| 2014 | Labrador Retriever           | Tatsuyuki Kobayashi |
| 2014 | Kokoro no Placard            | Tanigawa Eiji       |
| 2014 | Kibouteki Refrain            | Hideyuki Tanaka     |
| 2015 | Green Flash                  | Hirokazu Koreeda    |
| 2015 | Bokutachi wa Tatakawanai     | Keishi Ōtomo        |
| 2015 | Halloween Night              | Kazuaki Seki        |
| 2015 | Kuchibiru ni Be My Baby      | Eiki Takahashi      |
| 2016 | Kimi wa Melody               | Mika Ninagawa       |
| 2016 | Tsubasa wa Iranai            | Yasuo Baba          |
| 2016 | Love Trip                    | Toshitsugu Ono      |
| 2016 | High Tension                 | Matsuyama Shigeo    |
| 2017 | Shoot Sign                   | Yoshihiro Mori      |
| 2017 | Negaigoto no Mochigusare     | Okuma Ryohei        |
| 2017 | #SukiNanda                   | Takahashi Eiki      |
| 2017 | 11gatsu no Anklet            | Fumiko Hirano       |
| 2018 | Jabaja                       | YKBX                |
| 2018 | Teacher Teacher              | Kei Uehara          |
| 2018 | Sentimental Train            | Eiki Takahashi      |
| 2018 | No Way Man                   | Seiichi Hishikawa   |
| 2019 | Jiwaru Days                  | Cezan Iseda         |
| 2019 | Sustainable                  | Eiki Takahashi      |
| 2020 | Shitsuren, Arigatō           | Cezan Iseda         |
| 2021 | Nemohamo Rumor               | Takeshi Tomohisa    |
| 2022 | Moto Kare Desu               | Minoru Fujimoto     |

## Statistik

### Chartauswertung
|                     | JP     |
| ------------------- | ------ |
| Nummer-eins-Alben   | JP9JP  |
| Top-10-Alben        | JP10JP |
| Alben in den Charts | JP38JP |

|                       | JP     |
| --------------------- | ------ |
| Nummer-eins-Singles   | JP51JP |
| Top-10-Singles        | JP63JP |
| Singles in den Charts | JP65JP |

|                          | JP     |
| ------------------------ | ------ |
| Nummer-eins-Videoalben   | JP4JP  |
| Top-10-Videoalben        | JP4JP  |
| Videoalben in den Charts | JP26JP |

### Auszeichnungen für Musikverkäufe
Anmerkung: Auszeichnungen in Ländern aus den Charttabellen bzw. Chartboxen sind in ebendiesen zu finden.
| Land/RegionAuszeichnungen für Musikverkäufe (Land/Region, Auszeichnungen, Verkäufe, Quellen) | Gold       | Platin       | Diamant       | Verkäufe   | Quellen        |
| -------------------------------------------------------------------------------------------- | ---------- | ------------ | ------------- | ---------- | -------------- |
| Japan (RIAJ)                                                                                 | 34× Gold34 | 79× Platin79 | 57× Diamant57 | 83.360.206 | riaj.or.jp JP2 |
| Insgesamt                                                                                    | 34× Gold34 | 79× Platin79 | 57× Diamant57 |            |                |